# 大林奈津子
大林 奈津子（おおばやし なつこ、1975年3月9日 - ）は、東京都出身のフリーアナウンサー。
成城大学文芸学部英文学科卒、青山学院大学大学院国際政治経済学科国際政治学専攻、修士。元セント・フォース所属。
身長165cm。既婚者で一児の母。

## 略歴・人物
1998年4月にスタートした『JNNニュースバード』（現：TBS NEWS）キャスター1期生の一人。現在はNHK-FMのクラシック音楽番組の案内役を務める傍ら、不定期にコンサートやイベントの司会を務める。
セント・フォースの同僚である中島静佳（元札幌テレビ放送）と仲が良く、中島のブログに度々登場する。

## 出演

### 担当番組
- ウィーン・フィルニューイヤーコンサート（毎年1月1日、NHK-FM）案内役
- ベストオブクラシック（不定期出演、NHK-FM）案内役
- NHK音楽祭生中継（NHK-FM）案内役
- JNNニュースバード（現・TBSニュースバード）（1998年4月 - 2000年3月、TBSテレビ）キャスター
- おはよう世界（1999年4月 - 2008年3月、NHK-BS1）トップニュースキャスター

### その他テレビ
- 土曜ドラマ　チェイス〜国税査察官〜（2010年4月16日、5月8日、NHK） - TVアナウンサー役
- ドラマ10　セカンドバージン（2010年10月12日、12月14日、NHK）- TVアナウンサー役
- CONTROL〜犯罪心理捜査〜 第6話（2011年2月15日、フジテレビ）-　報道関係者役
- プロジェクトWISDOM（2011年度）→グローバルディベートWISDOM（2012年度～）（NHK BS1） - ナレーション（2011年4月30日～）

### コンサート・イベント
- 2011年“希望と平和”日本語サミット〜池上彰さんと考える、希望と平和〜（2011年7月30日、日経ホール）- 司会[4]
- 国際シンポジウム「世界遺産としてのシルクロード」（2014年9月27日、イイノホール）- 司会[5]
- 未来にはばたくドリームコンサート2015（2015年3月21日、フィリアホール）- 司会[6]
- 未来にはばたくドリームコンサート2017（2017年3月26日、フィリアホール）- 司会[7]
- 日本の魅力再発見! 東儀秀樹&須川展也 with東京交響楽団 （2017年11月28日、東京文化会館大ホール）- 司会[8]
- リリアの日2018 バースデイ・ガラ・コンサート（2018年7月1日、川口総合文化センター・リリア音楽ホール）- 司会[9]
- coba×May J.×東京交響楽団 スペシャルコンサート（2019年2月12日、東京文化会館大ホール）- 司会[10]
- モーツアルトで、おぺらくご!?（2019年8月20日、東京文化会館大ホール）- 司会[11]